# 부산 해운대구의 국회의원

## 행정구역 변천
- 1980년 4월 1일 동래구 우동·중동·좌동·송정동·반여동·석대동·반송동·재송동에 부산직할시 해운대구 설치
- 1995년 1월 1일 부산광역시 해운대구

## 부산 해운대구의 역대 국회의원 일람
| 대수   | 이름           | 소속정당     | 임기                              | 선거구역 |
| ------ | -------------- | ------------ | --------------------------------- | --- |
| 제11대 | 이흥수(李興洙) | 민주정의당   | 1981년 4월 11일 ~ 1985년 4월 10일 | 남구·해운대구 일원(제5선거구)                                                                                          |
| 제11대 | 김승목(金承穆) | 민주한국당   | 1981년 4월 11일 ~ 1985년 4월 10일 | 남구·해운대구 일원(제5선거구)                                                                                          |
| 제12대 | 이기택(李基澤) | 신한민주당   | 1985년 4월 11일 ~ 1988년 5월 29일 | 남구·해운대구 일원(제5선거구)                                                                                          |
| 제12대 | 유흥수(柳興洙) | 민주정의당   | 1985년 4월 11일 ~ 1988년 5월 29일 | 남구·해운대구 일원(제5선거구)                                                                                          |
| 제13대 | 이기택(李基澤) | 통일민주당   | 1988년 5월 30일 ~ 1992년 5월 29일 | 해운대구 일원 |
| 제14대 | 김운환(金沄桓) | 민주자유당   | 1992년 5월 30일 ~ 1996년 5월 29일 | 해운대구 일원 |
| 제15대 | 김운환(金沄桓) | 신한국당     | 1996년 5월 30일 ~ 2000년 5월 29일 | 해운대구·기장군 갑: 해운대구 우1동 우2동 좌동 반여1동 반여2동 반여3동 석대동 반송1동 반송2동 반송3동 재송1동 재송2동   |
| 제15대 | 김기재(金杞載) | 신한국당     | 1996년 5월 30일 ~ 1998년 4월 6일  | 해운대구·기장군 을: 해운대구 중1동 중2동 송정동, 기장군 일원                                                           |
| 제15대 | 김동주(金東周) | 자유민주연합 | 1998년 7월 22일 ~ 2000년 5월 29일 | 해운대구·기장군 을: 해운대구 중1동 중2동 송정동, 기장군 일원                                                           |
| 제16대 | 손태인(孫泰仁) | 한나라당     | 2000년 5월 30일 ~ 2002년 1월 5일  | 해운대구·기장군 갑: 해운대구 우1동 우2동 중1동 중2동 반여1동 반여2동 반여3동 반송1동 반송2동 반송3동 재송1동 재송2동   |
| 제16대 | 서병수(徐秉洙) | 한나라당     | 2002년 8월 9일 ~ 2004년 5월 29일  | 해운대구·기장군 갑: 해운대구 우1동 우2동 중1동 중2동 반여1동 반여2동 반여3동 반송1동 반송2동 반송3동 재송1동 재송2동   |
| 제16대 | 안경률(安炅律) | 한나라당     | 2000년 5월 30일 ~ 2004년 5월 29일 | 해운대구·기장군 을: 해운대구 좌동 송정동, 기장군 일원                                                                  |
| 제17대 | 서병수(徐秉洙) | 한나라당     | 2004년 5월 30일 ~ 2008년 5월 29일 | 해운대구·기장군 갑: 해운대구 우1동 우2동 중1동 중2동 반여1동 반여2동 반여3동 반송1동 반송2동 반송3동 재송1동 재송2동   |
| 제17대 | 안경률(安炅律) | 한나라당     | 2004년 5월 30일 ~ 2008년 5월 29일 | 해운대구·기장군 을: 해운대구 좌1동 좌2동 좌3동 좌4동 송정동, 기장군 일원                                               |
| 제18대 | 서병수(徐秉洙) | 한나라당     | 2008년 5월 30일 ~ 2012년 5월 29일 | 해운대구·기장군 갑: 해운대구 중1동 우1동 우2동 반여1동 반여2동 반여3동 반여4동 반송1동 반송2동 반송3동 재송1동 재송2동 |
| 제18대 | 안경률(安炅律) | 한나라당     | 2008년 5월 30일 ~ 2012년 5월 29일 | 해운대구·기장군 을: 해운대구 중2동 좌1동 좌2동 좌3동 좌4동 송정동, 기장군 일원                                         |
| 제19대 | 서병수(徐秉洙) | 새누리당     | 2012년 5월 30일 ~ 2014년 5월 15일 | 해운대구·기장군 갑: 해운대구 우1동 우2동 중1동 중2동 반여1동 반여2동 반여3동 반송1동 반송2동 반송3동 재송1동 재송2동   |
| 제19대 | 배덕광(裵德光) | 새누리당     | 2014년 7월 31일 ~ 2016년 5월 29일 | 해운대구·기장군 갑: 해운대구 우1동 우2동 중1동 중2동 반여1동 반여2동 반여3동 반송1동 반송2동 반송3동 재송1동 재송2동   |
| 제19대 | 하태경(河泰慶) | 새누리당     | 2012년 5월 30일 ~ 2016년 5월 29일 | 해운대구·기장군 을: 해운대구 좌동 송정동, 기장군 일원                                                                  |
| 제20대 | 하태경(河泰慶) | 새누리당     | 2016년 5월 30일 ~ 2020년 5월 29일 | 해운대구 갑: 우1동 우2동 우3동 중1동 중2동 좌1동 좌2동 좌3동 좌4동 송정동                                              |
| 제20대 | 배덕광(裵德光) | 새누리당     | 2016년 5월 30일 ~ 2018년 1월 23일 | 해운대구 을: 반여1동 반여2동 반여3동 반여4동 반송1동 반송2동 재송1동 재송2동                                           |
| 제20대 | 윤준호(尹俊皓) | 더불어민주당 | 2018년 6월 14일 ~ 2020년 5월 29일 | 해운대구 을: 반여1동 반여2동 반여3동 반여4동 반송1동 반송2동 재송1동 재송2동                                           |
| 제21대 | 하태경(河泰慶) | 미래통합당   | 2020년 5월 30일 ~ 2024년 5월 29일 | 해운대구 갑: 우1동 우2동 우3동 중1동 중2동 좌1동 좌2동 좌3동 좌4동 송정동                                              |
| 제21대 | 김미애(金美愛) | 미래통합당   | 2020년 5월 30일 ~ 2024년 5월 29일 | 해운대구 을: 반여1동 반여2동 반여3동 반여4동 반송1동 반송2동 재송1동 재송2동                                           |
| 제22대 | 주진우(朱晋佑) | 국민의힘     | 2024년 5월 30일 ~                 | 해운대구 갑: 우1동 우2동 우3동 중1동 중2동 좌1동 좌2동 좌3동 좌4동 송정동                                              |
| 제22대 | 김미애(金美愛) | 국민의힘     | 2024년 5월 30일 ~                 | 해운대구 을: 반여1동 반여2동 반여3동 반여4동 반송1동 반송2동 재송1동 재송2동                                           |

## 같이 보기
- 부산 동래구의 국회의원
- 기장군의 국회의원
- 해운대구 (선거구)
- 해운대구·기장군 갑
- 해운대구·기장군 을
- 해운대구 갑
- 해운대구 을